# دایره کلندی‌ابا
دایره کلندی‌ابا (به لاتین: Kolondieba Cercle) یک منطقهٔ مسکونی در مالی است که در استان سیکاسو واقع شده‌است. دایره کلندی‌ابا ۹٬۲۰۰ کیلومتر مربع مساحت و ۲۰۲٬۶۱۸ نفر جمعیت دارد.